# 中国东方教育
中国东方教育控股有限公司（港交所：667）是源自中華人民共和國安徽省的一家职业技能教育公司，成立於1988年。安徽新華教育集團為其子公司。中國東方教育主要有三大業務，分别為烹饪、電腦以及汽車修理，細分為廚師培訓學校新东方烹饪学校（新东方烹饪教育）、欧米奇西点西餐教育、新华电脑教育、华信智原DT人才培训基地、万通汽车教育以及私人定制烹饪中心。2019年6月12日，中国东方教育在香港交易所上市。截至2020年5月，中國東方教育在中國大陸29個省份以及香港共運營177所學校及中心。

## 外部連結
- 官方网站